# 法泉寺 (岡山県和気町)
法泉寺（ほうせんじ）は、岡山県和気郡和気町益原にある日蓮宗不受不施派の寺院。山号は大樹山。本堂は和気町指定文化財。

## 歴史
明治11年（1878年）第10番教会所として本堂が建立された。明治36年（1903年）12月20日大樹山法泉寺に寺号を復した。昭和51年（1976年）4月1日本堂が本成寺の本堂等とともに和気町指定文化財となった。

## 境内
- 本堂 讃岐の大石四郎左衛門により設計、施工されたもので日本建築伝統の技術や材料を使ってポーチ風拝殿、白漆喰で固められた柱、蛇腹ドームの窓など随所に近代様式建築を加味した擬似洋風建築である。木造。本堂の見学には紹介者が必要[1]。

## その他
- 備前国和気郡益原村法泉寺由来記　延享2年（1745年）3月に益原村信者中から修玄院日要宛に書かれた法泉寺の由緒書等を含む資料。